# Barbados hívójelkörzetei
Barbados jelenleg (2024) nincs felosztva hívójelkörzetekre.
Barbados számára az ITU a 8P hívójelprefixet határozta meg.
| Prefix | Körzet | Hely/jelleg                                                           | ITU zóna | CQ zóna | 1 szintű QTH lokátor |
| ------ | ------ | --------------------------------------------------------------------- | -------- | ------- | -------------------- |
| VP     | 6      | Kivezetve, az Egyesült Királyságtól való gyarmati függés megszűntével | 11       | 8       | GK                   |
| 8P     | [0..9] | Barbados                                                              | 11       | 8       | GK                   |

## Lajstromjel
Vízi és légi járművek lajstromjelezéséhez a 8P prefixet használják.